# SdKfz 251
L'SdKfz 251, abreviació de Sonderkraftfahrzeug 251 i oficialment mittlerer Schützenpanzerwagen, va ser un transport blindat de personal semieruga d'origen alemany. Dissenyat per poder transportar un gruppe, l'equivalent a un escamot compost per 8-12 infants, seguint el ritme de les formacions de Panzer, gràcies a la seva versatilitat se'n van acabar fent 23 variants per a múltiples rols.
Desenvolupat juntament amb l'SdKfz 250 seguint els requeriments dels estrategs que van idear la Blitzkrieg, va ser el semieruga alemany més fabricat i generalment va ser el transport de la infanteria mecanitzada de la Wehrmacht, els panzergrenadiers. De la seva producció se n'encarregaven Büssing NAG i Hanomag, per aquest motiu sovint els soldats, tant alemanys com aliats, s'hi referien com a Hanomags.
L'SdKfz 251 fou un dels vehicles alemanys més importants gràcies al fet que era robust i fiable. Durant el transcurs de la Segona Guerra Mundial va participar a pràcticament totes les campanyes i se'n van fer 4 versions bàsiques, cada cop més simplificades, que en van reduir el cost i el temps de producció. Passada la Segona Guerra Mundial, la República Txeca va copiar-ne el disseny amb el nom d'OT-810 i va mantenir-lo en servei fins a la dècada dels 70.

## Història
Després de la Primera Guerra Mundial el desenvolupament de tancs es va alentir en gran manera. A més a més, els estaments militars dels països vencedors eren escèptics amb la nova arma. Els models més comuns a la dècada dels 20 eren tancs d'infanteria, dissenyats per avançar a la mateixa velocitat que un soldat a peu (16-19 km/h). També es van desenvolupar tancs lleugers, per reconeixement, que generalment s'assignaven a les unitats de cavalleria. Amb aquests mitjans, la infanteria havia d'avançar a peu a poc a poc i sense protecció, com a la Primera Guerra Mundial.

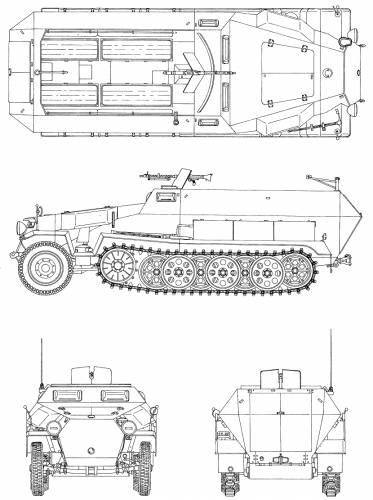
Vistes d'un SdKfz 251.

Tot i que Anglaterra i els EUA també van experimentar amb la mecanització de la infanteria, va ser Alemanya qui va avançar més en aquest aspecte, ja que no tenia una cúpula militar tan poderosa després de la derrota a la Primera Guerra Mundial. Durant la dècada dels 20 i principis dels 30, Alemanya va innovar en matèria de tancs i cotxes blindats. El més important però, va ser que van aparèixer nous estrategs amb un nou concepte de guerra.
Aquesta nova guerra, batejada com a Blitzkrieg pels britànics, consistia en grans formacions concentrades i coordinades de soldats, blindats, artilleria i aviació.
Amb l'ascens al poder d'Adolf Hitler el 1933, i el posterior rebuig del Tractat de Versalles, Alemanya va començar un rearmament i aquestes teories van marcar-ne el desenvolupament, centrant-se de forma important en el desenvolupament de tancs.
Entre l'any 1936 i 1937 la idea d'un vehicle especialitzat en el transport d'infanteria, blindat, va començar a guanyar popularitat. A la Guerra Civil Espanyola va fer-se evident que en certs escenaris: ciutats, boscos, muntanyes... els tancs eren vulnerables a la infanteria enemiga. Per resoldre aquesta feblesa, el suport dels soldats a peu era molt necessari.
Guderian va proposar el desenvolupament d'un vehicle específic que transportés les tropes al combat i que els permetés lluitar en moviment, seguint els tancs, o a peu, baixant del vehicle. Aquest vehicle havia de tenir una bona velocitat i capacitats camp a través i havia de ser prou barat per produir-se en suficient quantitat.
Amb aquests requeriments, i amb una indústria Alemanya que ja produïa un nombre considerable de vehicles especialitzats se'n va començar el disseny. Els vehicles totalment amb erugues es van descartar per la complexitat, l'elevat cost i la manca de capacitat productiva. Els vehicles a rodes es van descartar perquè la seva mobilitat camp a través era insuficient. Aleshores, el desenvolupament va virar cap a un model semblant als tractors d'artilleria semierugues que ja es produïen aleshores.
El que més fàcilment es podia adaptar al transport d'un gruppe, un escamot de 8-12 homes amb el seu equipament, era el tractor d'artilleria de 3 tones SdKfz 11 desenvolupat per Hanomag. El nou vehicle, anomenat Mittlerer gepanzerter Mannschafttransportwagen es va estandarditzar com a SdKfz 251 Ausführung A i va entrar en producció l'any 1938.
Amb l'avenç de la guerra d'altres companyies també van acabar fabricant l'SdKfz 251. L'any 1939 es van produir 232 semierugues i 337 el 1940. El 1942 se'n van arribar a produir 1.000 i el màxim es va assolir el 1944 amb 7.785. L'SdKfz 251 va ser el vehicle blindat més produït d'Alemanya i va contribuir significativament a les primeres victòries de les divisions Panzer.
Posteriorment Skoda i Tatra continuarien produint-lo sota la denominació OT-810, cobrint-ne el sostre pels soldats i canviant-ne el motor per un dièsel Tatra de 8 cilindres.

## Característiques

### Blindatge i distribució
L'SdKfz 251 era, bàsicament, una superestructura de xapa de blindatge soldada. Aquesta superestructura estava dividida en 2 parts: el compartiment de tropa i el compartiment de conducció.

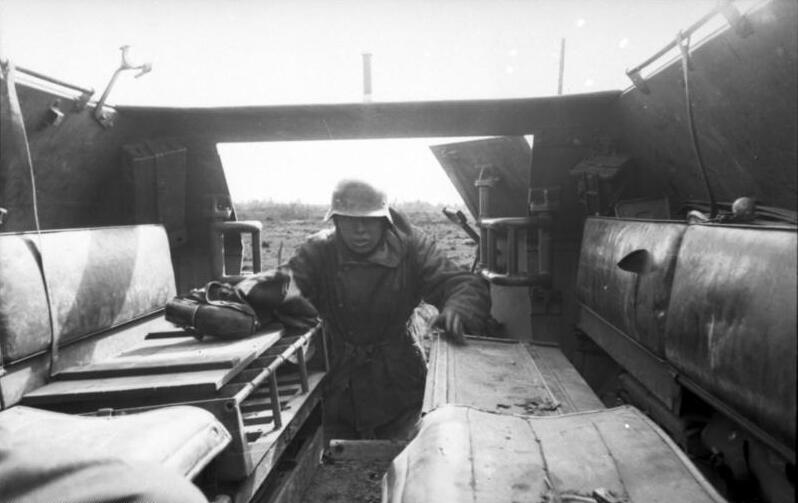
Interior del compartiment de tropa d'un SdKfz 251 destinat al nord de la Unió Soviètica el gener de 1944.

Aquestes dues parts s'unien mitjançant un cargolat just darrere els seients del conductor i el comandant del vehicle. El resultat final era un únic espai per soldats i tripulació, amb el sostre descobert per la zona de la tropa i amb un sol accés per les portes del darrere.
La part frontal protegia el motor, el conductor i el comandant. El conductor s'assentava a l'esquerra, on hi havia tots els controls del vehicle, i el comandant a la dreta, on s'hi solia posar una farmaciola o altres subministraments mèdics. El blindatge frontal del morro era de 14,5 mm de gruix. Als laterals del morro hi havia 9 mm de blindatge i a la part superior de 10 mm, amb un parell de portelles que es podien obrir per donar accés al motor i al radiador per manteniment.
L'aire entrava al motor a partir d'un reixat que hi havia al davant del morro. També hi havia un parell d'aletes de refrigeració sobre els parafangs. Hi havia una tercera aleta de refrigeració instal·lada sota la placa frontal inferior.
El compartiment de tropa tenia el sostre descobert i pels laterals i el darrere estava protegit per una xapa de 8 mm de gruix. Per protegir-se de les condicions climatològiques adverses el vehicle disposava d'una lona impermeable que podia tapar el sostre. El blindatge estava inclinat i oferia una protecció contra projectils d'un calibre de fusell: ~7,62 mm. El blindatge de sota era de 6 mm i a través dels seients dels soldats es podia accedir a la bateria, xassís i a la transmissió. També a sota d'aquesta part del blindat hi havia el dipòsit de combustible, de 160 L. El compartiment de tropa disposava de 4 bancs on s'assentaven els infants i dues grans portes al darrere per sortir del vehicle. Als models originals els bancs estaven encoixinats i tenien respatllers també encoixinats.

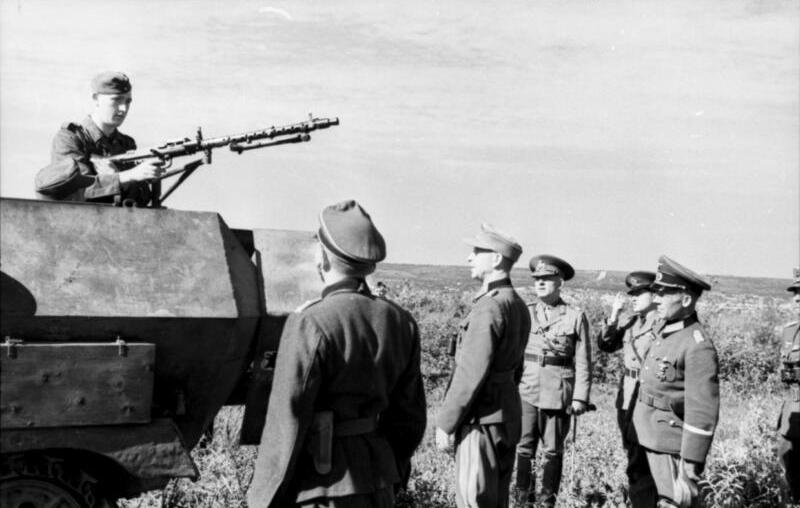
Un soldat ensenya l'armament del darrere d'un SdKfz 251, una metralladora MG34, a uns oficials romanesos.

### Armament
L'armament inicial de l'SdKfz 251 eren un parell de metralladores MG 34, amb un muntatge que els permetia disparar contra objectius aeris i terrestres.
La MG 34 era una metralladora de propòsit general, o universal, que podia servir per a múltiples rols segons la muntura, l'òptica... Tenia una cadència de foc de 900 trets per minut amb bales Màuser de 7,92 x 57 mm. Cada 250 trets de foc sostingut, o ràpid, es recomanava canviar el canó. En general, tot el disseny de la MG 34 era complex, tot i que revolucionari, però eventualment es va substituir per la simplificada MG 42.
Alguns models van ser assignats a seccions de metralladores pesants i canviaven la muntura per un tres peus pesant. Això permetia disparar amb més precisió a llarga distància. Posteriorment es farien modificacions a l'armament, canviant la MG 32 per una MG 42 i afegint escuts pels operadors.

### Sistema motor
El sistema motor de l'SdKfz 251 tenia un motor de gasolina Maybach HL42 de 6 cilindres en línia i refrigerat per aigua. El desplaçament era de 4,17 litres i desenvolupava 100 CV de potència a 2.800 rpm.
Aquest motor anava connectat a una transmissió Hanomag 021 32 785 U50, amb quatre marxes endavant i una endarrere. Hi havia una caixa de transferència amb 2 velocitats, cosa que li donava un total de 8 velocitats endavant i 2 endarrere.
La potència anava únicament a les erugues, ja que l'eix frontal només servia per dirigir el vehicle i aguantar el pes del morro.

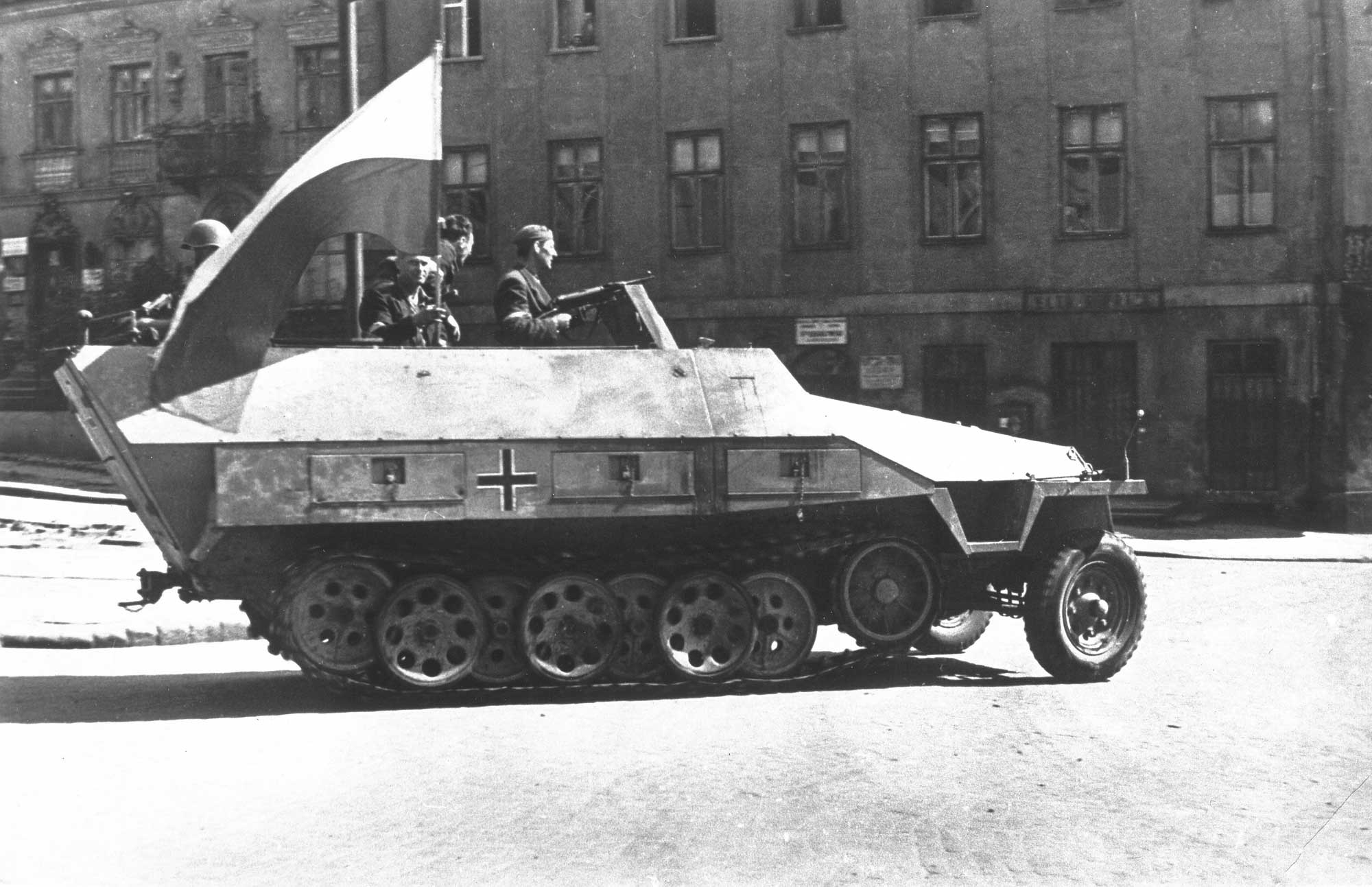
SdKfz 251 capturat per partisans polonesos de l'Armia Krajowa durant l'alçament de Varsòvia de 1944.

La direcció era complexa i similar a la d'un tanc, a causa de la llargada de les erugues. A les corbes lleugeres, de fins a 15º de gir, només giraven les rodes del davant. Passats els 15º, l'embragatge i el fre de les erugues del darrere s'activaven automàticament i alentien l'eruga de l'interior de la corba i acceleraven l'exterior. Aquest disseny, complex respecte als dissenys estatunidencs, va resultar ser més efectiu camp a través que el dels M2/M3 Half-track.
La suspensió del tractor eruga tenia a cada banda un pinyó d'accionament de fosa amb vora de goma, que donava la potència a l'eruga. Per aguantar la cadena s'usaven 7 rodes de rodament. De dos en dos, s'unien la roda de transmissió i les de rodament a un mecanisme de barres de torsió.
Les baules de les erugues estaven fabricades amb manganès i acer i sobresortint hi havia un bloc de goma. Cada baula de la cadena anava unida als altres amb coixinets humits de baixa fricció. Aquests coixinets eren més difícils de mantenir que els dels tancs, però oferien una millor velocitat al vehicle.

### Òptica i telecomunicacions
L'SdKfz 251 disposava d'un ràdio-telèfon Funksprechgerät "F" muntat a la part superior i cap endarrere del seient dret, la posició del comandant del vehicle. Operar-lo era incòmode, ja que el comandant s'havia d'entregirar per arribar-hi.
La tripulació, conductor i comandant, disposaven d'una obertura al davant i als laterals. Aquesta espitllera es podia protegir amb una xapa de blindatge abatible. En llocs segurs la xapa es podia aixecar totalment per tenir millor visibilitat, en canvi, en llocs on s'hi podia esperar combat la xapa es podia abatre deixant un petit visor amb un vidre blindat gruixut per protegir la tripulació. En cas de trencar-se per impactes d'arma o metralla, al vehicle hi solien haver més blocs de vidre de recanvi.
Al primer model, Ausf. A, al compartiment de tropa també hi havia 2 visors a cada lateral que es van eliminar en el model B per simplificar-lo. Posteriorment, al model D, també se suprimirien els visors laterals de la tripulació i se substituirien per petites espitlleres.

## Versions

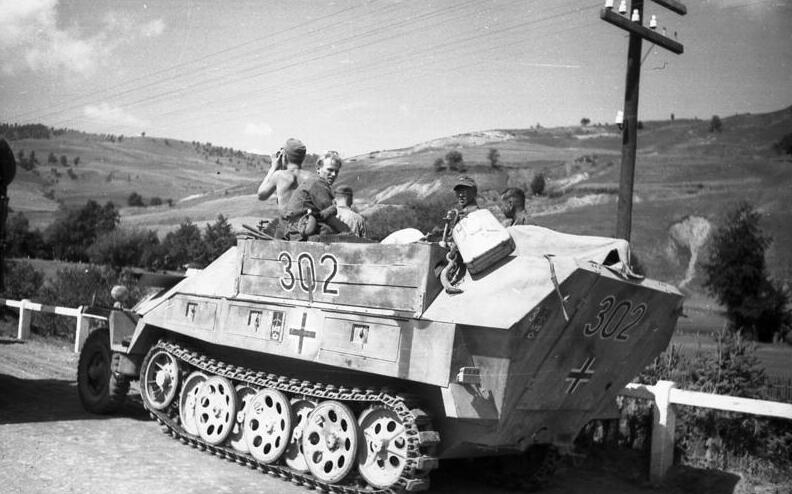
El disseny del model D es va simplificar molt per facilitar-ne la producció. La part més afectada va ser el compartiment de tropa.

A causa dels primers combats i de la necessitat de simplificar-ne la producció, es van acabar produint quatre versions de l'SdKfz 251:
- Ausf. A. Primera versió de l'SdKfz 251 descrita al cos de l'article.
- Ausf. B. Es va començar a produir el 1939 poc després de la introducció del model A. Exteriorment era pràcticament idèntic a l'Ausf. A. S'hi van eliminar els visors del compartiment de tropa i es van fer alguns canvis menors internament i per l'emmagatzematge. Generalment s'hi va afegir un nou muntatge per la metralladora frontal amb un escut per protegir el tirador. També l'antena de la ràdio es va modificar, movent-se del parafangs al costat de la cabina de la tripulació. Els models B finals van començar a incloure d'altres característiques del C.
- Ausf. C. Versió introduïda a mitjans de 1940. Va ser el primer model que va fer canvis significatius aprofitant l'experiència en combat. Es va canviar la distribució del seients dels soldats, l'emmagatzematge interior i el disseny del compartiment del motor. La ràdio es va moure al davant del comandant, per poder-la fer anar més fàcilment i, opcionalment, s'hi va afegir un simple sistema de calefacció.

Exteriorment, el frontal del morro es va substituir per una sola peça de xapa de 14,5 mm i el sistema de refrigeració es va fer pràcticament nou: l'entrada d'aire per la reixa es va eliminar i es va fer entrar l'aire per sota i les aletes laterals es van suprimir i s'hi van posar entrades sempre obertes.
- Ausf. D. Es va començar a fabricar el 1943. Va ser una gran simplificació feta per poder satisfer la demanda creixent de vehicles blindats. Externament se'n va allisar el disseny, el darrere del vehicle es va fer a partir d'una sola xapa plana inclinada, els laterals eren més rectes... els visors laterals es van substituir per petites espitlleres, les preses d'aire es van canviar per un sistema més simple i les caixes d'emmagatzematge es van unir al vehicle. Aquest va ser el model més produït amb 10.602 vehicles fabricats fins al final de la guerra.

## Variants
De l'SdKfz 251 se'n van fer 23 variants oficials. També se'n van fer d'altres de forma no oficial que es van produir en menor mesura.

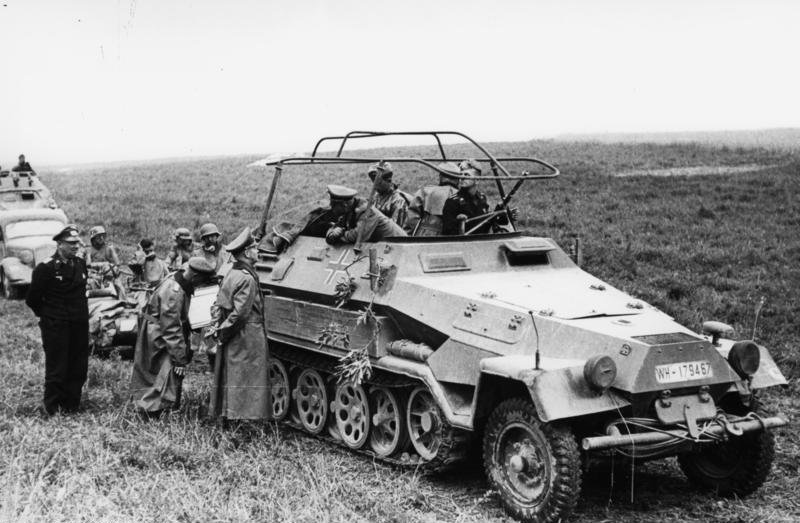
Un dels ideòlegs de la Blitzkrieg, Heinz Guderian, parla des de dins d'un SdKfz 251/3, variant de telecomunicacions, amb el comandant de la 8a Divisió Panzer, Adolf Kuntzen el maig de 1940 a França.

- SdKfz 251/1. Transport blindat de personal estàndard.
  - 251/1 I. Una de les primeres variants de comandament.
  - 251/1 II. Equipat amb artilleria de coets. Se l'anomenava Stuka zu Fuß, bombarder caminant, o Wurfrahmen. Anava equipat amb fins a 6 llançadors de coets Wurfkoerper de 280 o 320 mm.
  - SdKfz 251/1. Variant amb equipament de detecció infraroja per ser usada en combinació amb l'SdKfz 251/20 Uhu. Generalment eren variants de l'Ausf. D.
- SdKfz 251/2. Granatwerfer. Variant equipada amb un morter GrW34 de 81 mm. Portava 66 projectils per la peça i també duia un suport per poder-se descarregar del semieruga i fer-se servir des de terra.
- SdKfz 251/3. Mittlere Kommandopanzerwagen o Funkpanzerwagen. Era un vehicle de comunicacions basat en l'Ausf. C o D amb sistemes de telecomunicacions addicionals.
  - 251/3 I. Ràdios FuG8 i FuG5.
  - 251/3 II. Ràdios FuG8 i FuG5.
  - 251/3 III. Ràdios FuG7 i FuG1.
  - 251/3 IV. Ràdios FuG11 i FuG12. També disposava d'un mànec telescòpic de 9 m per augmentar-ne l'abast. Era la variant de comandament i també se l'anomenava Kommandowagen.
  - 251/3 V. Amb una ràdio FuG11.
- SdKfz 251/4. Schützenpanzerwagen für Munition und Zubehör des leIG18. Vehicle tractor d'artilleria inicialment dissenyat per fer-se servir amb el canó de suport leichtes Infanteriegeshütz 18 de 7,5 mm. Posteriorment es va fer servir per estirar els canons antitanc Pak 38, de 50 mm, Pak 40, de 75 mm o l'obús de camp lleuger leFH 18.
- SdKfz 251/5. Schützenpanzerwagen für Pionierzug. Vehicle d'enginyers de combat. Disposava d'un pont desmuntable lleuger i de bots inflables a les caixes d'emmagatzematge laterals. Els primers models anaven equipats amb un canó antitanc PaK 36 de 3,7 cm.
- SdKfz 251/6. Mittlere Funkpanzerwagen o Kommandopanzerwagen. Era un vehicle de comandament equipat amb mapes i màquines de codificació i encriptació fet a partir dels models A i B.

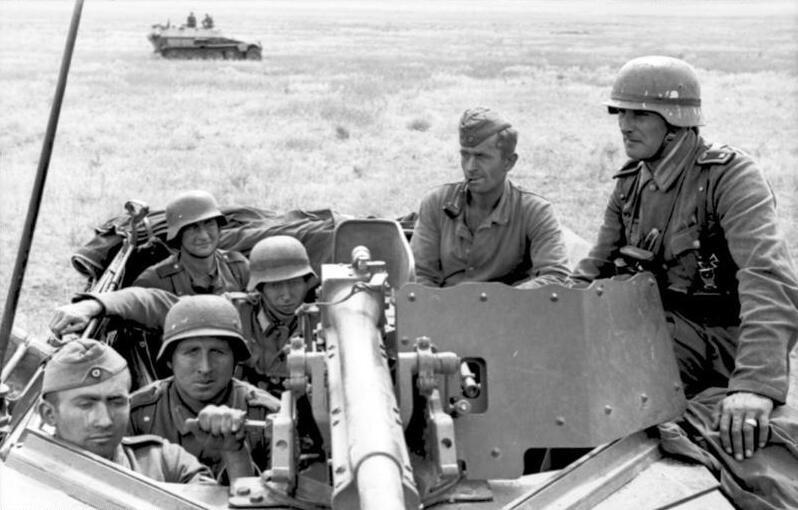
Detall del canó antitanc PaK 36 de 3,7 cm d'un SdKfz 251/10, al sud de la Unió Soviètica l'agost de 1942.

- SdKfz 251/7 I. Pionierpanzerwagen. Una altra variant d'enginyers de combat. En aquest cas duia un parell de passeres per vehicles als laterals del vehicle que permetien passar sobre trinxeres o d'altres obstacles.
  - 251/7 II. El mateix disseny que l'I però amb una ràdio diferent.
- SdKfz 251/8 I. Krankenpanzerwagen. Ambulància blindada capaç de dur 8 ferits assentats o 4 baixes assentades i 2 d'estirades a lliteres. ** 251/8 II. Com la versió I però equipada amb una ràdio FuG5 i una antena de 2 m. S'assignava a unitats Panzer o de comandament.
- SdKfz 251/9. Variant armada amb un canó de baixa velocitat de 75 mm L/24. Es muntava en el mateix suport que el que s'usava per als Sturmgeschütz III. També se l'anomenava Stummel. El 1944, es va fer una revisió de la muntura del canó per facilitar-ne la producció i s'hi va afegir una metralladora MG42 coaxial. Aquesta muntura era la que ja es feia servir per a l'SdKfz 250 variant 250/8.
- SdKfz 251/10. Variant dotada d'un canó antitanc PaK 36 de 3,7 cm. S'entregava als caps d'escamot com a vehicle de suport.
- SdKfz 251/11. Fernsprechpanzerwagen. Era un vehicle amb capacitat per desplegar línies telefòniques.
- SdKfz 251/12. Messtrupp und Gerätpanzerwagen. Vehicle d'observació amb instruments per guiar les unitats d'artilleria. Hi anaven 6 tripulants i disposava d'una antena quadrada, similar a la dels vehicles de comandament, per una ràdio FuG8.
- SdKfz 251/13. Schallaufnahmepanzerwagen. Variant de suport per a l'artilleria que es feia servir per gravar els sons del camp de batalla.
- SdKfz 251/14. Schallaufnahmepanzerwagen. Usat en combinació amb el 251/13, duia equipament per localitzar per so les posicions d'artilleria enemigues.
- SdKfz 251/15. Lichtauswertepanzerwagen. Vehicle d'observació de flaixos (trets, canonades, focs...) per a l'artilleria. Juntament amb el 251/12, /13 i /14, van ser variants poc produïdes a causa de la necessitat més important de dotar a la infanteria de transport.

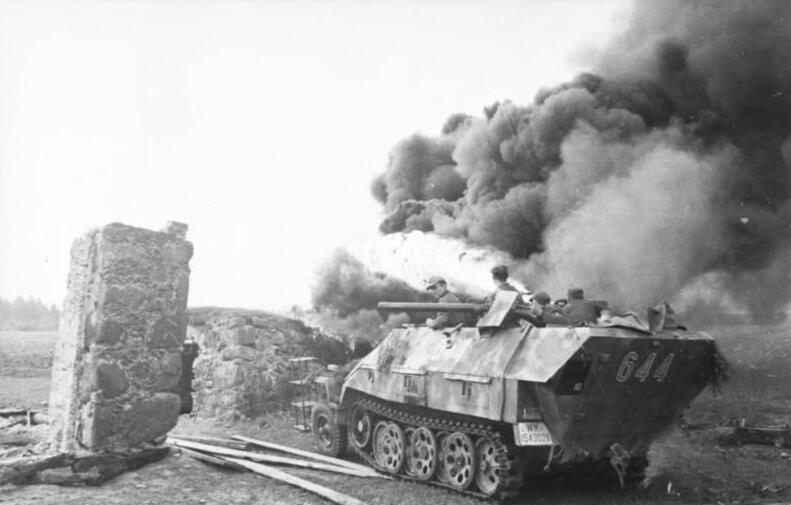
Un SdKfz 251/16 incendia un edifici a la Unió Soviètica l'agost de 1944.

- SdKfz 251/16. Flammpanzerwagen. Variant armada amb dos projectors llançaflames d'1,4 cm al sostre descobert dels laterals del compartiment de tropa. El combustible anava al darrere, dins d'uns dipòsits de fins a 700 L. La metralladora frontal es conservava i la tripulació total era de 5 homes.
- SdKfz 251/17. Mittlerer Schützenpanzerwagen mit 2 cm Flak 38. Variant antiaèria equipada amb un canó automàtic de 2 cm KwK38, amb 600 projectils de munició. L'arma anava muntada sobre una plataforma rotativa blindada que podia girar 360°. Es va començar a produir l'any 1944 i necessitava una tripulació de 6 soldats.
- SdKfz 251/18 I. Mittlerer Beobachtungspanzerwagen. Vehicle d'observació amb transmissor FuG12 i una taula sobre la cabina per posar-hi mapes. L'usaven els alts comandaments i hi anava una tripulació de 6 persones.
- SdKfz 251/19. Fernsprechbetriebspanzerwagen. Era una centraleta telefònica mòbil per àrees avançades. Servia per disposar de comunicacions a zones on no es podia disposar de línia permanent.
- SdKfz 251/20. Schützenpanzerwagen Infrarotscheinwerfer, també anomenat Uhu (Duc). Introduïda a finals de 1944, aquesta variant duia un equip d'infraroigs passiu de 60 cm al darrere. En combinació amb visors infrarojos equipats als tancs Panther, augmentava l'abast de la seva visió nocturna fins a 1.000 m. La tripulació constava de 4 homes.
- SdKfz 251/21. Schützenpanzerwagen Drilling MG 151. Variant antiaèria que duia tres canons automàtics MG151, d'1,5 cm, o MG151/20 de 2 cm. Es muntaven en el compartiment de tropa rere un escut. Tenia una cadència de foc de 700 bales per minut i canó i duia 3.000 projectils.
- SdKfz 251/22. 7.5 cm PaK40, L/46 auf mittlerem Schützenpanzerwagen. Introduït el desembre de 1944, anava armat amb un canó antitanc PaK 40 de 7,5 cm. Muntat al compartiment de tropa, el canó disposava de 22 projectils i necessitava una tripulació de 4 homes.
- SdKfz 251/23. Mittlerer Schützenpanzerwagen mit 2 cm KwK. Era l'última variant i va aparèixer a finals de desembre de 1944. Era un model D equipat amb un canó automàtic de 2 cm Hangelafette 38 i una ràdio FuG12. Servia per a reconeixement i hi anaven 4 soldats.